# Aphiwe Ngwevu
Pas d'image ? Cliquez ici

b Matchs officiels uniquement.
Aphiwe Ngwevu, née le 14 mai 1998, est une joueuse internationale sud-africaine de rugby à XV évoluant au poste de centre.

## Biographie
Aphiwe Ngwevu naît le 14 mai 1998. En 2022, elle joue pour le club des Border Bulldogs d'East London. Elle compte 12 sélections en équipe d'Afrique du Sud quand elle est retenue en septembre 2022 pour disputer sous les couleurs de son pays la Coupe du monde en Nouvelle-Zélande.